# パターノ・ビューチ反応
パターノ・ビューチ反応 (Paternò–Büchi reaction) はカルボニルとアルケンから四員環のオキセタンを合成する光反応である。名称は、この反応の基礎を築いた2人の化学者、Emanuele Paternò と George Hermann Büchi に因んでいる。
マールブルク大学の Dr. Thorsten Bach はこの反応をさらに研究し、1998年に発表した論文で反応機構や有用性を述べた。
最近では、パターノ・ビューチ反応を利用して天然有機化合物を合成しようとする試みがなされている。これらの実験で、化学者は位置選択性やジアステレオマー選択性を中心に研究している。